# نومونهان
نومونهان (انگلیسی: Nomonhan) یک روستا در مغولستان داخلی است. مغولستان داخلی منطقه‌ای خودمختار در چین است که از سوی شمال با مغولستان و روسیه هم‌مرز است. نومونهان نزدیک مرز بین مغولستان و مغولستان داخلی چین است و در جنوب شهر مانژولی واقع شده‌است.
در تابستان سال ۱۹۳۹ این روستا محل نبرد خالخین گل بود.